# ドブガイ
ドブガイ(溝貝・土負貝・蚌)は、淡水に棲むイシガイ科の二枚貝。日本のほか東アジア一帯に分布し、またヨーロッパなどに帰化している。川や沼の底の泥中に生息する。
遺伝子などの分類研究が進み、タガイとヌマガイに分離された。どちらも淡水で淡水プランクトンなどの浄化能力がある。

## 生態
殻長は10cmほどだが、形態的変異が大きく、20cmを超えるものも見られる。遺伝的および形態的に、大型になるヌマガイ Sinanodonta lauta（ドブガイA型）と、小型のタガイ S. japonica（ドブガイB型）の2種類に分けられる。
殻の色は、緑色から黒色まで変異が大きい。殻は薄く、乾燥させると自然にひび割れることが多い。ドブガイの仲間は、タガイやヌマガイに限らず、フネドブガイやマルドブガイなどにおいても、擬主歯がまったくないことが特徴である。
グロキディウム幼生は、ヨシノボリなどに寄生する。
その名から連想されるように、一般的には泥臭くまずいことから忌避されるが、霞ヶ浦などではタンカイ（淡貝）と呼ばれ、食用にされる。三重県北勢地域では、かつてドウビンと呼ばれていた。

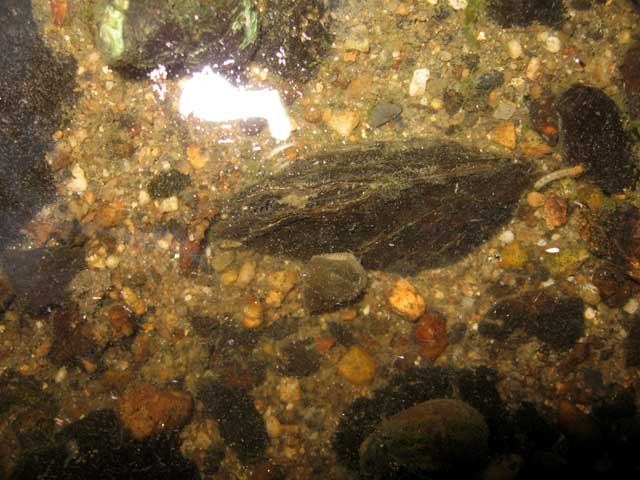
自然状態でのドブガイ 三重県津市
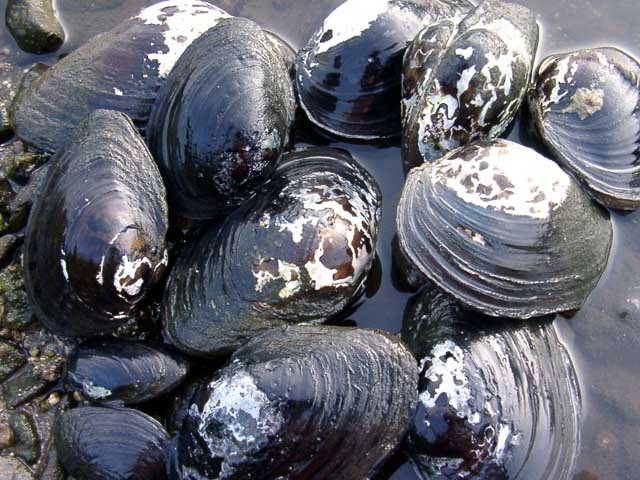
ドブガイB型（タガイ） 三重県いなべ市

ほかの生物との関係
タナゴ類はドブガイなどの淡水二枚貝を産卵母貝としてエラに卵を産みつける。

## 鷸蚌の争い
戦国策の燕策に「漁夫の利」という故事があり、鴫(シギ)と蚌(二枚貝)が争う話がある。
その蚌という貝が何の貝であるかは諸説あるが、ハマグリなどの海水貝とする説とドブガイやカラスガイなどの淡水貝とする説がある。